# 人腦計畫
人腦計畫（英語：Human Brain Project，HBP）是一項为期十年的大型科學研究計畫，在百億億級超級電腦的基礎上，目標在於建立一个基於資通訊技術的协作性科學研究基礎建設，使整个欧洲的研究人员能够增进在神经科学、計算机技術及大脑相关医学等领域的知识。 
该計畫于2013年10月1日啟動，是欧盟委员会的未来和新兴技术旗舰計畫的一部分，由洛桑联邦理工学院統籌，主要是由欧盟资助。 该計畫協調辦事處设在瑞士的日内瓦 。

## 战略目标和组织

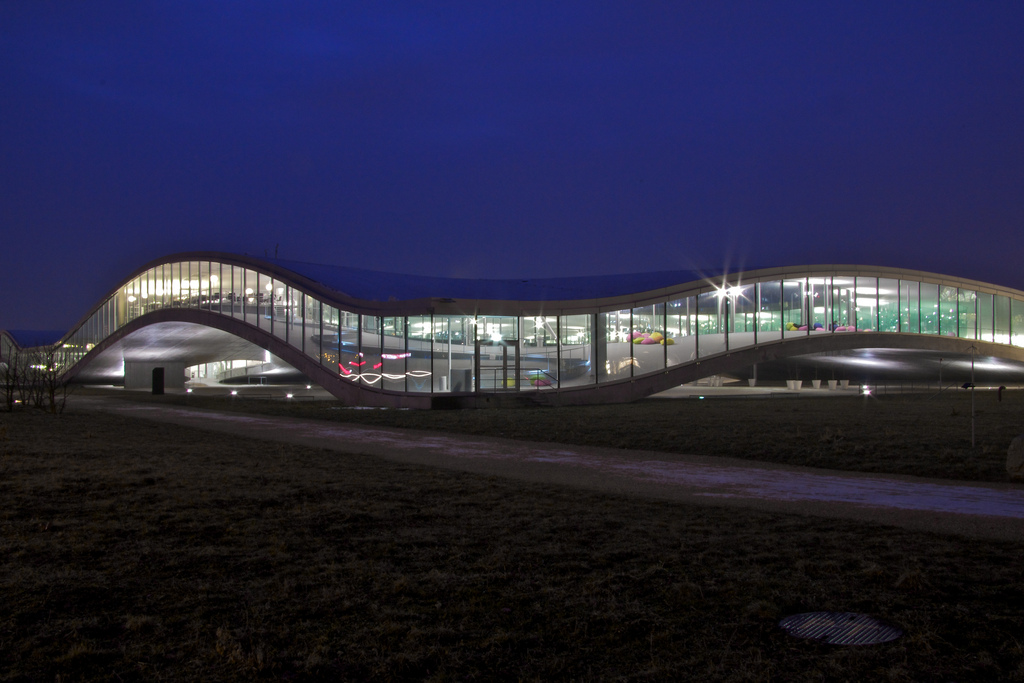
2013年HBP峰会（该計畫的開幕式）于2013年10月在EPFL学习中心舉行，汇集了来自100多个合作机构的科学家。

HBP方法是基於在不同时空尺度上對大脑進行研究（空間尺度即从分子到隱含在高級認知過程背後的大型網路，時間尺度即从數毫秒到數年）。为了实现这一目标，HBP依靠来自不同学科（包括神经科学，哲学和计算机科学）的科学家合作，充分利用實驗數據、理論建模和實驗模擬的循環，將經驗結果作為理論發展的基礎，接著促進建模和模擬，從而得出預測，再回頭驗證經驗結果。
HBP的首要目標是為腦部研究、認知神經科學和腦啟發運算建立基於資通訊（ICT-based）的研究基礎設施，世界各地的研究人員均可使用。 
该計畫分为十二項子計畫。 其中有六項負責开发資通訊平台（子計畫5-10），由原型硬體、軟體、資料庫和程式介面組成。全球的研究人员可透過HBP 协作平台使用这些工具。 四項子計畫搜集经验神经科学的数据，并建立理论基础（子計畫1-4）。一項子計畫负责倫理和社会問題（子計畫12）。子計畫11則負責协调這些計畫。 
- SP1老鼠大脑组织：了解老鼠的大脑结构及其电化学功能
- SP2人脑组织：了解人脑的结构及其电化学功能
- SP3系统和认知神经科学：了解大脑如何执行其系统級別和认知功能的活动
- SP4理论神经科学：推导高级数学模型以从研究数据中得出结论
- SP5 神經資訊平台：收集、組織和提供大脑数据
- SP6 大腦模擬平台：重建由資料驅動的大腦組織，探索這些重建組織的模擬能力。
- SP7 高性能分析和计算平台：提供資通訊功能，以前所未有的细节绘制大脑，构建复杂模型，運行大型模擬並分析大量數據
- SP8 醫學資訊平台：开发基礎設施，共享医院和医学研究数据，以了解疾病分布及其各自的疾病特征
- SP9 神经形态计算平台：開發和應用大腦啟發的計算技術
- SP10 神經機器人學平台：開發虛擬機器人和真實機器人，以及開發大腦模擬的測試環境
- SP11管理与协调：計畫的总体协调
- SP12道德与社会：探索HBP工作在倫理和社会方面的影响

HBP由洛桑联邦理工学院协调，参与的研究人员来自欧洲19个国家或地区的117个合作机构。  著名的合作机构包括海德堡大学、於利希研究中心和洛桑大学医院。 
科学指导是由HBP子計畫的代表人員提供，这些子計畫组成了科学和基础设施委员会（SIB）。 来自德國於利希研究中心的Katrin Amunts是SIB的主席。来自慕尼黑工业大学的Alois Knoll是SIB副主席，負責軟體開發。 由EFL的Andreas Mortensen领导的理事會則引導了HBP的日常運作。 

## 阻礙
该計畫的主要障碍之一是「先前的大脑研究中所收集的資訊，本質上沒有系统性」。神經學的研究數據因生物組織架構、物種研究及發育階段而異，因此統整這些數據來仿製作為單一系統模型的大腦相當不易。
其他障碍則涉及功耗、記憶和儲存的工程问题。 例如，详细的神经表徵在计算上的開銷非常高，  而全腦模擬处于我们计算能力的前沿。 

## 批评
2014年7月7日，154名歐洲研究人員向歐盟委員會發出一封公開信（截至2014年9月3日，有750人署名），抱怨HBP過於狹窄的方法，並威脅抵制該計畫。這場內部爭議核心是認知科學家們的經費問題，這些認知科學家是研究思維和行為等高級大腦功能的專家。但HBP表示「毫無疑問，認知和行為對HBP至關重要」並解釋說，認知神經科學研究在計畫中被重新定位，以使核心計畫能夠專注於平台建設。此外，公開信也呼籲歐盟委員會「將目前分配給HBP核心計畫和合作計畫的資金重新分配給廣泛的神經科學導向的資金，以實現HBP的最初目標，即瞭解大腦功能及其對社會的影響」。HBP在回應中表示「雖然神經科學研究產生了大量有價值的數據，但除了論文甚至數據庫之外，目前還沒有共享、組織、分析或整合這些資訊的技術。HBP將補足關鍵的缺失層，以朝大腦多層次之重建及模擬邁進」。它補充道「認知神經科學和行為神經科學將成為HBP計畫在神經科學方面最重要的組成部分。然而，要做到這一點，平台首先必須先到位」。 
伦敦大学学院计算神经科学主任彼得·达扬 （ Peter Dayan）认为，大规模模拟大脑的目标根本不成熟， 杰弗里·辛顿表示：「该計畫的真正问题在于，他們不知道如何讓這樣的大系統去學習」。  羅伯特·愛普斯坦 （ Robert Epstein）对計畫的方法也提出了类似的憂慮。 
HBP表示，其成员在大规模模拟方面存在不确定性，但「重建和模拟人脑」是一种愿景，是一个目标；收益将来自实现目标所需的技术。 這項由HBP開發的技術将使所有神经科学以及相关领域受益。 
2015年，该計畫经历了审查程序，解散了由Markram领导、由三人組成的执行委员会 ，改由22人組成的理事會取代。 
2019年的一篇文章指出「 2013年，歐盟委員會撥款給其創新提案「人腦計畫」（HBP）驚人的10億歐元（當時價值約14.2億美元）......我所接觸的人很難說出HBP在過去十年中做過什麼重大貢獻。」 